# Ermita de Sant Roc (Vilopriu)
Ermita de Sant Roc és un edifici del municipi de Vilopriu (Baix Empordà) inclòs en l'Inventari del Patrimoni Arquitectònic de Catalunya.

## Descripció

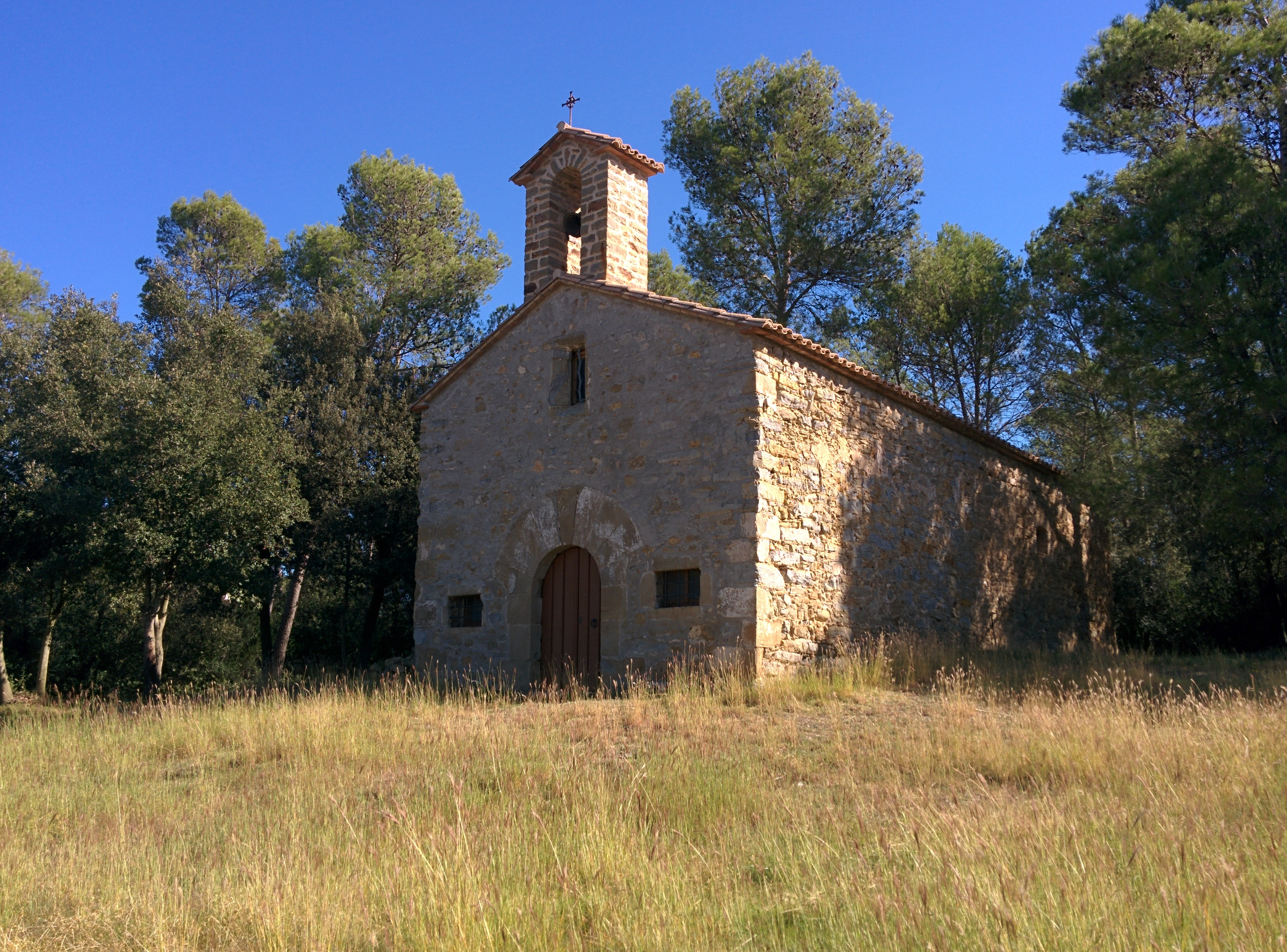

L'ermita de Sant Roc, situada dalt un petit turó proper al mas Baró, és una petita construcció de caràcter popular, d'una nau amb absis semicircular i coberta de teula a dues vessants. La façana té porta d'accés d'arc de mig punt amb dovelles de pedra, dues petites obertures allindades, situades a banda i banda, i una finestra rectangular a la part superior, lleugerament atrompetada. Un petit campanar de paret amb obertura d'arc de mig punt corona la façana al vèrtex del carener. A l'interior, la nau es cobreix amb volta de canó, i queda dividida transversalment en dues parts per un arc carpanell. Es conserva encara la reixa de separació.
El material emprat en la construcció és la pedra (carreus i paredat).

## Història
Aquesta construcció és dels segles XVIII-XIX. Presenta d'interès tipològic de les petites esglésies populars. S'utilitza per a la diada de Sant Roc i té uns Goigs propis.
L'ermita, que havia arribat a una situació d'abandó força avançada, en l'actualitat es troba en procés de restauració. S'hi ha col·locat una teulada nova (un tram de la volta s'havia esfondrat), s'ha netejat l'interior i s'ha posat una porta de fusta nova.